# NGC 4528
NGC 4528 (другие обозначения — UGC 7722, MCG 2-32-140, ZWG 70.172, VCC 1537, PGC 41781) — линзообразная галактика (SB0) в созвездии Девы.
Галактика имеет бар, расположенный вдоль видимой малой оси. Бар окружён внутренним кольцом и погружён в линзу, которая составляет 54% светимости галактики, а распределение яркости в ней хорошо описывается законом Серсика с n = 1. Для балджа также применим закон Серсика, но с n = 2,55.
Этот объект входит в число перечисленных в оригинальной редакции «Нового общего каталога».